# Palatalizace
Palatalizace (změkčování) je způsob obměny výslovnosti hlásek, které se vysloví se hřbetem jazyka zdviženým ke tvrdému patru (lat. palatum durum = tvrdé patro).
Při přepisu výslovnosti se v mezinárodní fonetické abecedě označuje horním indexem [ʲ] za příslušným symbolem, např. [tʲ].

## Slovanská palatalizace
Palatalizace souhlásky bývá sdílena i následující samohláskou. Fonologicky se z praktických důvodů bere za primární rozlišovací rys palatalizace souhlásky. U samohlásek se změněná výslovnost považuje za poziční variantu (alofon). Tak je tomu např. v ruštině, která má sady palatalizovaných (změkčených) a nepalatalizovaných (tvrdých) souhlásek. Palatalizované souhlásky jsou následovány předními variantami samohlásek, zatímco nepalatalizované zadními. Nejvíce patrný je rozdíl v případě fonému /i/, jehož přední varianta je „měkké“ [i] (и) a zadní varianta je „tvrdé“ [ɨ] (ы).
Ve staré češtině byla palatalizace rovněž důležitým fonologickým rozlišovacím rysem. Palatalizované souhlásky však ve 14. století buď zcela zanikly (změnily se v nepalatalizované), nebo se změnily na palatální (ď, ť, ň). Současně s tím zanikl i výslovnostní rozdíl mezi předními a zadními variantami samohlásek. Ačkoliv palatalizace v češtině zanikla, a ztratila tedy svůj fonologický význam, ovlivnila významně svými důsledky morfologii, slovotvorbu i pravopis (měkké a tvrdé vzory skloňování, střídání hlásek, psaní i/y a ě atd.) současného jazyka.
Forma palatalizace ve slovanských jazycích se nazývá též jotace.
Rozdíl mezi palatalizovanými alveolárami [dʲ], [tʲ], [nʲ], [lʲ] (např. v ruštině) a palatálami [ɟ], [c], [ɲ], [ʎ] (české ď, ť, ň, slovenské ľ) není z akustického hlediska výrazný a některými mluvčími nemusí být dostatečně vnímán. Obě skupiny hlásek se liší zejména polohou špičky jazyka (dásňový oblouk x tvrdé patro).

### Palatalizace v praslovanštině
Proces palatalizace v praslovanštině probíhal v několika fázích:
- I. palatalizace (400–500): Způsobily ji samohlásky přední řady – i, ь – které stály za k, g, ch (= palatalizace zpětná). Měnilo se k > č, g > dž > ž, ch > š (např. rϙkьka > rϙčьka = ručka).

- II. palatalizace (600–700): Způsobily ji samohlásky přední řady – ě, i – které vznikly monoftongizací diftongu oi. Palatalizace byla opět zpětná. Měnilo se k > c, g > dz´ > z´, ch > š (v západoslovanských jazycích), ch > s (v jihoslovanských a východoslovanských), např. k rϙkě > k rϙcě = k ruce.

- III. palatalizace (konec 7. století): Nebyla zpětná, ale postupná a její výsledky byly stejné jako u II. palatalizace. K, g, ch se měnilo tehdy, když před ním stál měkký jer, i nebo e.

Palatalizace před jotací (změna před j): pj, bj, mj, vj se v západoslovanských jazycích měnily na p´, b´,m´,v´ a v jihoslovanských a východoslovanských na pl, bl, ml, bl.